# Émile Durkheim
David Émile Durkheim (Épinal, Lorena, França, 15 d'abril del 1858 - París, 15 de novembre de 1917) va ser un sociòleg i antropòleg jueu francès. És considerat un dels pares de la sociologia com a disciplina.

## Vida personal i trajectòria acadèmica
David Émile Durkheim va néixer a Lorena, França, el 15 d'abril de l'any 1858. Provenia d'una llarga nissaga de jueus d'origen francès i, tot i que al llarg de la seva vida es va encaminar més cap a l'ateisme, va començar la seva etapa educativa en una escola rabínica per tradició familiar. Tanmateix, Durkheim va decidir canviar la seva trajectòria acadèmica entrant a la École Normale Supérieure (ENS) l'any 1879, sense deixar de banda les seves relacions familiars i socials fortament lligades al judaisme. Durant la seva estada a la ENS, influenciat per Comte i Spencer, va mostrar un gran interès en una perspectiva científica de la societat, teoria que desenvoluparia més endavant en les seves obres.
Durkheim va entrar en conflicte amb el sistema acadèmic francès, ja que no va trobar una motivació personal que satisfés el seu objectiu de les ciències socials, cosa que el va dur dels estudis d'humanitats a la sociologia.
L'any 1882 va aconseguir entrar al món de l'educació ensenyant filosofia a diferents escoles de França, fet que va durar cinc anys fins que va decidir instal·lar-se a Alemanya per estudiar sociologia a diferents ciutats del país. Allà va poder estudiar i influenciar-se més profundament sobre l'empirisme i les seves idees. L'any 1886 va finalitzar el que anys després seria una de les seves grans obres teòriques, anomenada La divisió del treball social i publicada set anys després.
Al llarg de la seva estada a Alemanya, Durkheim va publicar una llarga llista d'articles relacionats amb les ciències socials i la filosofia alemanya.
També es va centrar en l'Estat i en com aquest sosté la integració de la societat, i va arribar a la conclusió que els mecanismes estatals no són els més adequats per sostenir-la, ja que afirma que la cohesió social no sorgeix premeditadament ni li és necessària l'eina política per tal de desenvolupar-se.
Els articles publicats per Durkheim van donar com a resultat un gran reconeixement a França, fent que l'any 1887 obtingués un lloc com a professor a la Universitat de Bordeus. Allà va ensenyar des de Pedagogia a Sociologia, assignatura que no havia estat mai impartida a França des de llavors. Aquest fet va marcar un precedent en les ciències socials i en les formes d'ensenyar-la, augmentant la seva importància i reconeixement a la societat del moment.
Aprofitant la seva posició de professor amb influència i reconeixement, Durkheim va ajudar a reformar aquell sistema escolar francès, que l'havia privat de poder estudiar allò que a ell li interessava, introduint l'estudi de les ciències socials dins l'àmbit acadèmic.
Tot i així, va rebre nombroses crítiques pel seu posicionament religiós, ja que ell afirmava que la religió i la moralitat que aquesta acompanya, tenien una explicació purament basada en les interaccions socials i no tant en allò sagrat o diví.
Durant l'any 1887, es va casar amb Louise Dreyfus, amb qui tindria dos fills, Marie i André, qui va morir durant la Primera Guerra Mundial i va provocar un greu dolor en el sociòleg francès del qual mai es va poder recuperar.
Durant els anys 90 del segle xix Durkheim va gaudir d'un gran període de producció literària i acadèmica. Va publicar la seva tesi doctoral La divisió del treball social, que anys abans havia deixat com a esbós i que va servir per afirmar la seva teoria sobre la naturalesa de la societat humana i el seu desenvolupament.
Al llarg de la seva vida va mostrar una forta simpatia pel socialisme i el republicanisme, el qual es va enfortir amb l'ambient social i polític del moment, ja que va viure durant la Tercera República Francesa, de la qual estava molt a favor.
El seu posicionament polític li va comportar moltes crítiques, ja que per alguns, la república francesa estava mancada de sentiment nacionalista, necessari segons ells per a tornar a França la gran potència i el poder que havia perdut fins llavors.
Un dels moments claus i històrics que van enfortir la posició de Durkheim va ser l'Afer Dreyfus on, a partir de l'acusació d'espionatge contra el militar francès Alfred Dreyfus, es va desencadenar una gran onada antisemita i nacionalista per una part de la població cap a l'altra.
Va publicar Les regles del mètode sociològic l'any 1895, on va establir el significat de la sociologia i les eines per dur-la a terme, amb l'objectiu de convertir-la en disciplina científica amb un objecte d'estudi específic. En aquesta obra defineix el que són els fets socials, els quals descriu com a maneres d'actuar, pensar i sentir, exteriors a l'individu al qual coaccionen a actuar d'una manera específica. També estableix les regles relatives a l'observació d'aquests fets socials, considerant-los com a coses. Així mateix constitueix unes regles relatives per distingir entre allò normal i allò patològic.
El mateix any fundà el primer departament europeu de sociologia, a la Universitat de Bordeus, on anys abans havia exercit de professor. Tres anys més tard va crear L'Année Sociologique, la primera revista francesa dedicada a les ciències socials, amb l'objectiu de donar visibilitat a treballs i idees relacionades a la Sociologia d'estudiants i col·laboradors, que anaven creixent en número durant els últims anys.
El 1897 Durkheim va publicar El suïcidi, obra la qual tracta sobre el suïcidi com a fenomen social, trencant amb la tendència tradicional de tractar-lo com a fenomen únicament individual i introduint-lo a l'estudi de la societat. En aquest llibre estableix tres tipus de suïcidis: el suïcidi egoista, altruista, anòmic i el fatalista.
Amb l'arribada del segle xx, finalment va poder arribar a una posició destacada dins la societat acadèmica i parisenca, convertint-se en president d'educació a la Sorbona, la històrica universitat de Paris, famosa pels seus estudis humanístics i de lletres. Tot i així, la facultat parisenca va trigar un temps en acceptar el que Durkheim havia establert posteriorment, les ciències socials dins del pla d'estudi universitari.
L'any 1906 es va convertir en professor titular de Ciències de l'Educació, i anys més tard va ser nomenat catedràtic d'Educació i Sociologia. Es va convertir en una imatge exemplar i de gran influència dins la universitat, repercutint de forma important en les noves generacions de professors que passaven com a alumnes per la facultat. Com a exemple d'aquesta forta influència de Durkheim en la societat educativa del moment, va arribar a exercir com a assessor del Ministeri d'Educació.
Pocs anys abans de la seva mort, el sociòleg francès va publicar el seu últim treball important, anomenat Les formes elementals de la vida religiosa, on afirma que l'essència de la religió és la idea d'allò sagrat, concepte que es repeteix al llarg de totes les religions estudiades per Durkheim. Al llarg de l'obra reafirma la seva idea de la religió que li havia comportat certes crítiques anys abans, analitzant-la com a fenomen social.
L'inici de la Primera Guerra Mundial va ser un cop dur per a Durkheim, ja que tot i estar en contra del nacionalisme primitiu, es va haver de posicionar a favor de França a causa dels linxaments de la dreta francesa. El moment més tràgic per al francès va ser la mort del seu fill André, el qual va morir al front un any després que comencés la guerra. Aquest fet va deixar vèncer emocionalment Durkheim, qui el 15 de novembre de 1917 va morir a Paris d'un vessament cerebral.
Considerat un dels principals fundadors de la sociologia i de les ciències socials tal com les coneixem ara, Émile Durkheim va passar a la història per nombroses investigacions que van servir per avançar en la recerca de l'estudi de la societat i dels fenòmens socials. Va establir les regles per entendre allò que considerava social i va ser pioner en l'estudi de la sociologia en l'àmbit acadèmic universitari.

## Teoria sociològica
Conjuntament amb Max Weber i Karl Marx, Émile Durkheim és considerat un dels grans fundadors de la sociologia. Amb una forta influència de Comte, perfeccionà el positivisme promovent el realisme epistemològic i el mètode hipoteticodeductiu. Durkheim esdevingué el màxim exponent del funcionalisme estructuralista.
La sociologia és, per a Durkheim, la ciència de les institucions, de la seva gènesi i del seu funcionament; entenent com a institució un conjunt de creences i un arquetip de conducta establert per la col·lectivitat. L'objecte d'estudi són els fets socials. Aquests són maneres de pensar, de fer i de sentir que són susceptibles d'exercir sobre les consciències individuals una influència coercitiva. Així, els fets socials estan dotats d'un poder imperatiu i coercitiu, representant una conducta o pensament imposat externament.
L'autor planteja estudiar la societat com una realitat sui generis singular, on la psique de l'individu particular en queda exclosa, a diferència de Weber, que deia que la sociologia no només ha d'estudiar els fets socials, sinó que també ha d'explicar la causalitat i la intencionalitat dels actors socials en les seves interaccions a la societat. A aquesta realitat sui generis, Durkheim l'anomena consciència col·lectiva, la qual és més que la suma de les consciències individuals. En síntesi, se la considera el prototip psíquic de la societat. Així, Durkheim busca comprendre la societat a través de l'ordre social, a diferència d'altres autors com Karl Marx, el qual l'entenia mitjançant el conflicte social i la lluita de classes.

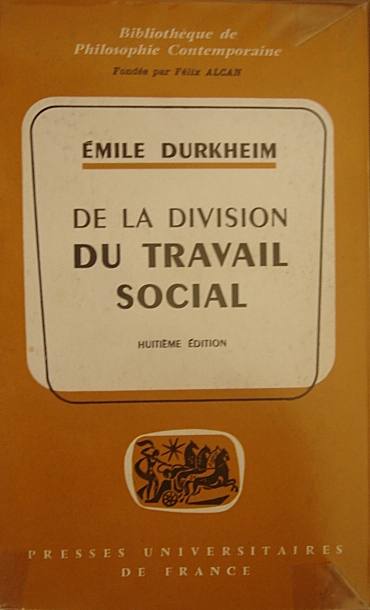
Portada de l'edició francesa de La divisió del treball social.

## Obres principals

### La divisió del treball social(1893)
En aquesta obra, Durkheim analitza la crisi moderna de la moralitat a través del canvi de les societats tradicionals a les modernes. Així com Marx entén la modernització per mitjà de la industrialització i el capitalisme o Weber per l'ús creixent de la racionalització; per a Durkheim, el que caracteritza la modernitat és l'expansió de la divisió del treball social.
L'autor vol demostrar que la tesi de Comte, la qual afirmava que les tasques especialitzades desfan les creences morals comunes i, per tant, desintegren la col·lectivitat, no es compleix. Durkheim il·lustra com la moralitat, en comptes de desaparèixer, n'emergeix una de nova. Un nou tipus de cohesió social, passant així de la solidaritat mecànica a l'orgànica.
La primera, lligada a les societats primitives, projecta la idea de comunitat amb una clara identificació amb el grup social. Així, la cohesió es basa en les semblances socials dels individus, sota la influència d'una forta consciència col·lectiva. Respecte de la segona, en canvi, el que manté unida la col·lectivitat consisteix en una estructura social diferenciada a través de la divisió del treball, l'especialització. Dit d'una altra manera, la cohesió social rau en la interdependència econòmica de les persones i el reconeixement de la importància de les aportacions alienes.
Dita divisió del treball, però, també ha provocat conflictes entre propietaris i treballadors, tot i que aquests no venen donats tant pel conflicte d'interessos que promulgava Marx, sinó que, des de l'òptica durkhemiana, provenen per un defalliment de la consciència col·lectiva. De fet, imputa tres patologies fruit de l'especialització: la divisió anòmica del treball, la divisió coactiva del treball i la divisió mal coordinada del treball.
El concepte d’anomia fa referència a una manca de regles clares, una absència tal de regulació que l'individu no sap ben bé com ha d'actuar. Fins i tot, Durkheim considera que les societats modernes estan malaltes en tant que l'anomia s'expandeix de forma general davant la inevitable modernització. En altres paraules, el progrés d'industrialització crea noves necessitats que no es poden satisfer. Així, les velles institucions no són substituïdes per unes de noves; de tal manera que es produeix una falta de normes reguladores del comportament i, consegüentment, s'afebleixen les institucions.
Per tal que la divisió del treball social generi força moral a la societat moderna, doncs, s'ha de fer front a les patologies esmentades; i la clau per a superar-les rau en la justícia social.

#### La solidaritat mecànica i solidaritat orgànica
Dins de La divisió del treball social, Durkheim estableix el concepte de solidaritat, definint-lo com a sentiment i actitud d'unitat basada en interessos i fins comuns. La representa com un aspecte social que és capaç de fer actuar els individus per tal de sentir-se semblants entre ells mateixos, arribant al punt d'entregar-se als altres, sense tenir en compte les situacions econòmiques, socials o personals. Durkheim enfoca l'estudi de la societat analitzant les relacions entre individus i societat.
Va ser testimoni del naixement de la societat industrial, i arran d'aquest canvi social, la seva principal preocupació va ser centrar el seu estudi en la connexió entre els individus en aquesta societat cada cop més individualitzada. Per aquesta raó parla de solidaritat, que és aquell vincle que ens connecta amb la comunitat i ens fa formar part d'aquesta.
Segons l'autor, l'individu té dos tipus de consciència, la individual i la consciència col·lectiva, que és aquella que el vincula a la societat, que la fa sentir part d'alguna cosa més enllà d'un individu solitari. Afirma que existeixen dues formes de consciència col·lectiva, la solidaritat mecànica i la solidaritat orgànica.
La solidaritat mecànica és aquella que es produeix en societats amb poca o cap divisió en el treball, en les quals les funcions solen ser les mateixes per a tots els individus, independentment del seu estat o condició social. En aquest sentit, els vincles de cooperació i col·laboració s'estableixen entre les persones per a la realització de tasques o el compliment d'objectius que no exigeixen capacitats especials.
Com a tal, és el tipus de solidaritat més primitiva, característica de societats i contextos rurals i familiars. Aquesta s'origina en el sentiment d'unió entre iguals, a través del sentit d'igualtat entre els individus, i una comunitat de creences i sentiments compartits.

En aquest tipus de solidaritat hi preval el dret repressiu, caracteritzat, segons Durkheim com a forma de cohesió social. L'individu que es surt de la norma és reprimit pel sistema amb l'objectiu de mantenir la forma de grup i evitar una dissociació. En cas que es cometi una acció criminal, s’exerceix una repressió sobre qui que l'ha comés.
“Aquestes lleis repressives són índexs externs — és a dir, observables en un sentit positivista— de la «solidaritat mecànica». Per altra banda, la divisió del treball social, que si bé intensifica no imposa la individualització, també ocasiona una «solidaritat orgànica», basada en la interdependència dels individus i els grups que actuen cooperativament.”
Robert K. Merton, Durkheim's Division of Labor in Society
La solidaritat orgànica és aquella que es produeix en societats que presenten una marcada divisió del treball, la qual Durkheim defineix com a conseqüent del canvi de solidaritat mecànica a orgànica dins una societat.
Aquesta és característica de les societats modernes capitalistes, on els individus s'especialitzen en diferents tasques i coneixements, fet que genera un seguit d'interdependències on tothom necessita dels serveis o coneixements d'altres, fent que cada individu tingui una tasca diferent, i sobretot un valor desigual dins la comunitat. En aquest sentit, la solidaritat orgànica estableix un sistema de relacions funcionals, on els vincles de cooperació entre els individus es produeixen a través dels coneixements i les solucions que cadascú pot aportar per a les necessitats de l'altre.
A diferència de la solidaritat mecànica, aquesta s'exerceix a través del dret restitutori, que és aquell dret que restitueix l'estat de coses tal com ha de ser, però que no exerceix necessàriament la repressió. Dret que limita l'acció dels individus per tal que no produeixin dany als altres.
En una societat orgànica, s'atorga el poder d'impartir justícia a organismes especialitzats, com les institucions públiques, mentre que si existís un retrocés social cap a una societat de solidaritat mecànica, s'observaria com l'encarregat de posar en pràctica la justícia, s'aniria transformant en un assumpte col·lectiu, de la població en general, de la massa social.
La moralitat col·lectiva d'una societat orgànica és gairebé intangible, així mateix la seva influència és escassa, provocant que la majoria dels individus no reaccionin davant una situació on aquesta és vulnerada.

### Les regles del mètode sociològic(1895)

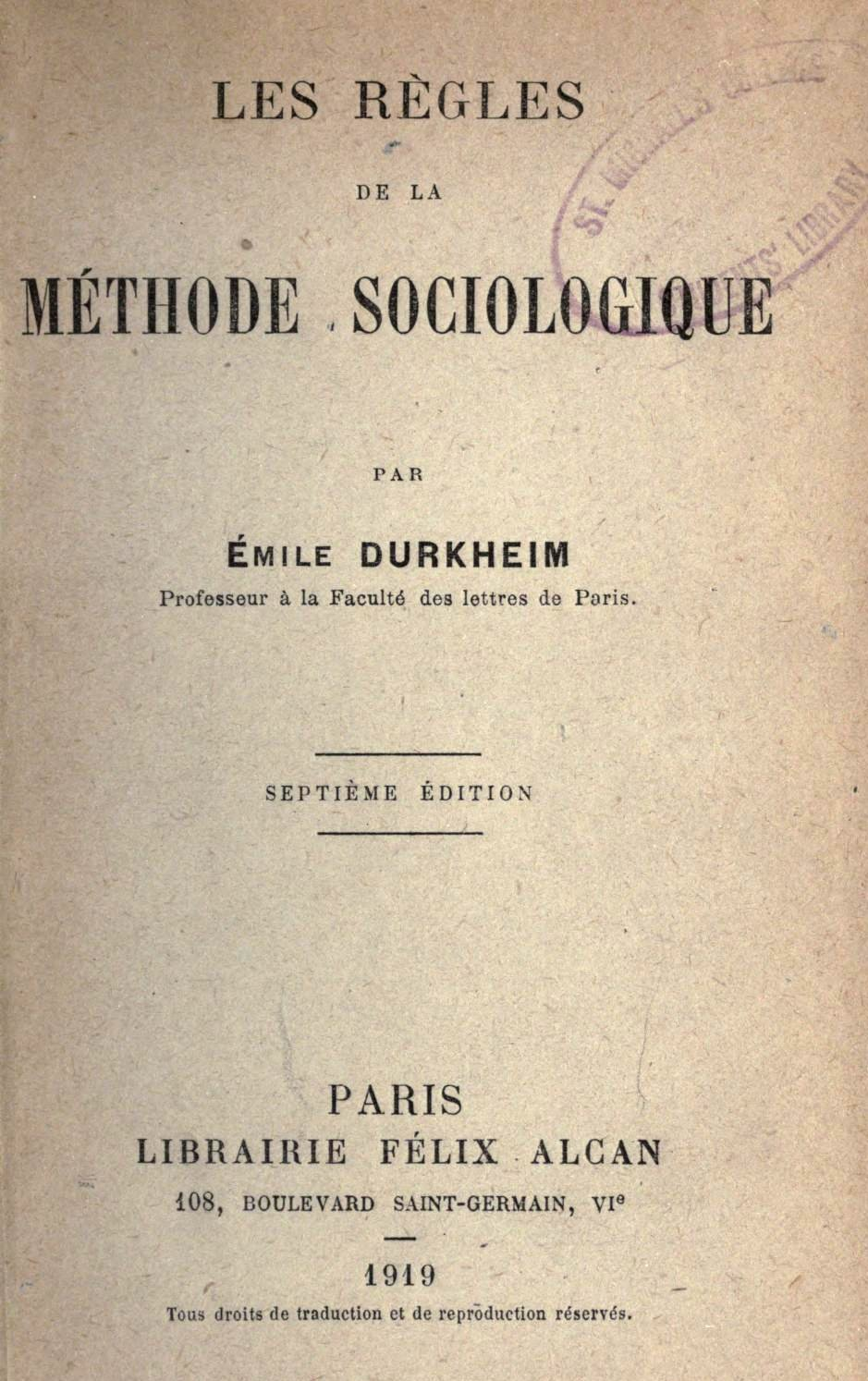
Portada de l'edició francesa de Les regles del mètode sociològic.

Durkheim tenia un gran interès per dotar la sociologia de la fermesa necessària perquè arribés a la categoria de ciència social positivista. A aquest efecte, escrigué Les regles del mètode sociològic. El mètode es basa en la comparació: el fet social es tindrà en compte en relació amb altres fets socials. Així, l'estudi dels fets socials es fa de manera objectiva i independentment de l'estudi psicològic dels individus (actors). En el qual predica l'exigència de tres regles bàsiques per a fer sociologia. Tals són:
1. Evitar prenocions i prejudicis, que es realitzen principalment en l'anàlisi bibliogràfic.
2. Tenir com a objecte d'estudi els fenòmens exteriors i comuns als individus.
3. Separar l'anàlisi dels valors personals; és a dir, evitar els subjectivismes.

L'autor examina els fets socials (objecte d'estudi) com si fossin coses, entenent com a cosa tot allò que és donat, que s'ofereix o que s'imposa a l'observació i que no pot ésser modificat per simple voluntat pròpia. Des d'aquesta perspectiva, s'aconsegueix l'objectivitat necessària per a la seva anàlisi científica. Parafrasejant a Durkheim: «Tractar els fenòmens com a coses és tractar-los en qualitat de dada que constitueixen el punt de partida de la ciència» (Durkheim, 1986, p. 68).

#### Regles relatives a la distinció entre allò normal i allò patològic
Dins del llibre Les regles del mètode sociològic, Durkheim afirma que els fets socials s’han de veure des de dos punts de vista, com a fenòmens normals o bé com a fenòmens patològics, tot i formar part de la mateixa naturalesa per tal d'allunyar-se de la ideologia.
L'autor estableix un paral·lelisme amb els conceptes malaltia i salut. La malaltia la concebem com quelcom dolent, mentre que la salut com quelcom bo.

Per regla quan ens sentim bé estem sans però quan estem malament estem malalts. Segons aquest criteri, no es tindrien en compte totes aquelles malalties que són molt greus però indolores o un simple esgarrinxada por provocar un fort dolor, tot i estar sa. Per tant, s’ha de fer una distinció entre ells, perquè no està demostrat que l'organisme es correspongui amb un estat extern.
«Hi ha diàtesis greus que són indolores, mentre que alguns trastorns sense importància, com els que provoca una brossa a l'ull, causen un autèntic suplici. Encara més, en certs casos, la manca de dolor, o fins i tot de plaer, són símptomes de malaltia.»

Émile Durkheim, Les regles del mètode sociològic.
Ara bé, en la sociologia no es troben els instruments suficients com per observar de manera objectiva els problemes interns i, a falta de la prova circumstancial, només hi ha la possibilitat de raonar a partir d'arguments deductius. Per tant, s’ha de buscar algun signe exterior, que es pugui percebre immediatament però de forma objectiva, que permeti distingir entre aquests dos ordres del fet. Ara bé, els fenòmens tenen la capacitat de revestir-se segons els casos i, no obstant això, seguir sent essencialment els mateixos.
Però dins dels fenòmens es poden trobar de dos tipus:
- Uns que són generals en tota la seva extensió de l'espècie, es troba en tots els individus. Són els fenòmens normals, els quals equivalen al tipus normal o tipus mitjà, de manera que qualsevol desviació respecte la norma es considerarà del segon grup.
- Hi ha altres que són atípics, els quals només es troben en casos determinats i els anomena fenòmens patològics.
Així mateix, Durkheim apunta que la definició de fet social se la pot relacionar amb l'aspecte normal en una espècie social determinada, en relació amb una fase determinada en el seu desenvolupament. És a dir, per tal d'atorgar la denominació normal, és necessari observar en quina fase corresponent es troba l'espècie de la seva evolució, i no només observar quina forma presenta de la societat d'aquella espècie.
L'autor planteja que el caràcter normal del fenomen serà més indiscutible si es demostra que es pot convertir aquesta normalitat de fet en una normalitat de dret, és a dir, si allò exterior que l'havia revelat inicialment, té com a base la naturalesa de les coses.

És important determinar la fase en la qual es troba una societat, perquè així es pot saber realment si ens trobem davant un fenomen normal o patològic. Quan una societat és inferior i encara no està formada, no es pot saber si un fenomen canviarà en el futur o és el que perdurarà. Per saber-ho s’ha d'observar el fenomen en el passat i veure si en aquell moment era general i si en el present ha patit algun canvi. Així es determina si el fenomen és normal, en el passat, i la seva situació en el present.
«Després d'haver establert mitjançant l'observació el fet en general, es remuntarà a les condicions que han determinat aquesta generalitat en el passat i buscarà després si aquestes condicions encara es troben en el present o si, al contrari, han canviat».

Émile Durkheim, Les regles del mètode sociològic.
Un cop classificats els casos normals i els anormals, si s’estableix que segurament el fenomen és del tipus normal, s’ha d'esbrinar si és útil o necessari per confirmar la seva naturalesa. Ara bé, no tot el que és útil és normal. Per tant, el que s’ha de fer és veure de quina forma és útil. Durkheim formula tres regles:
1. Un fet social és normal per un tipus social determinat, considerat en una determinada fase quan es produeix en el terme mig de les societats d'aquest tipus, considerades en la fase corresponent de la seva evolució.
2. Els resultats del mètode precedent es poden verificar fent veure que la generalitat del fenomen depèn de les condicions generals de la vida col·lectiva en el tipus social considerat.
3. És necessari efectuar aquesta verificació, quan aquest fet es refereix a una espècie social que encara no ha acabat la totalitat de la seva evolució.
Tot i el desenvolupament de les tres regles, aquestes deixen de ser paraules. Per al sociòleg és difícil percebre com cada fenomen afecta a l'organisme i determina el seu caràcter normal o anormal de forma exacte. Aquí l'autor exposa l'exemple del crim.
El crim sempre ha existit, tot i que les coses considerades crims i els tipus de càstig que s’ha aplicat al llarg de la història de les societats han estat diferents i han anat canviant amb el pas del tems i el desenvolupament de la societat. En definitiva, el crim és normal perquè cap societat ha estat lliure d'ell. Durkheim explica que per molt que un tipus d'acció que abans era considerava crim ho deixi de ser, no fa que el crim desaparegui Aleshores, alguna altra acció que potser abans no era considerada crim, ara se la considerarà, perquè en relació amb la nova criminalitat és una acció greu. Per tant, apareix un nou tipus de crim que abans no es considerava com a tal, i així successivament.

Durkheim acaba dient que el crim és necessari. Està relacionat amb les condicions fonamentals de la vida social i, per tant, és útil perquè aquelles condicions són indispensables per la normal evolució de la moral i el dret. 
«Convertir el crim en una malaltia no és quelcom accidental, sinó que al contrari deriva de certs casos de la constitució fonamental de l'ésser viu; això seria esborrar tota distinció entre allò fisiològic i allò patològic.»

Émile Durkheim, Les regles del mètode sociològic.
Més endavant, exposa l'exemple de Sòcrates, ja que segons el dret atenès, el filòsof era un criminal i la seva condemna era justa. Tot i així, el seu delicte era útil, no només de cares a la humanitat, sinó també a la seva pàtria. El seu pensament tenia una utilitat de formar i preparar una moralitat nova, que els atenesos necessitaven perquè «les tradicions de les quals havien viscut fins aquell moment ja no estaven en harmonia amb les seves condicions d'existència» (Émile Durkheim, Les regles del mètode sociològic, pg.119).
En el cas de que el crim deixés d'existir seria una circumstància en què consciència col·lectiva seria tan forta, que no hi hauria marge a la originalitat de l'individu i, per tant, s’hauria arribat a un grau d'intensitat sense esglaons en la història. El criminal, doncs, és un agent regular de la vida social.
Seguidament, l'autor planteja que si definim el crim com una malaltia de la societat, el càstig és un remei a aquesta malaltia. Ara bé, si el crim no té un caràcter mòrbid o patològic, tal com s’ha demostrat, el càstig ja no té per objectiu la curació, és a dir que té una altra funció.
Finalment, afirma que és molt important tenir en compte el mètode que s'utilitza i també saber diferenciar entre allò patològic o allò normal, ja que permet fer ciència. «Per tant, el deure de l'home d'Estat ja no és empènyer violentament les societats envers un ideal, sinó que li correspon un paper que és com el del metge: prevé l'eclosió de malalties mitjançant una higiene adequada i, quan s'han declarat, tractar de curar-les» (Émile Durkheim, Les regles del mètode sociològic, pg.124).

### El suïcidi(1897)
En aquesta obra, Durkheim pretén exemplificar la seva teoria sociològica analitzant objectivament el que es pot considerar uns dels actes més individuals i personals que existeixen, el suïcidi. Sense cap mena d'interès envers el motiu individual que pot donar peu a tal esdeveniment, se centra en explicar les variacions en les taxes de suïcidi comparant-les amb les d'altres països.

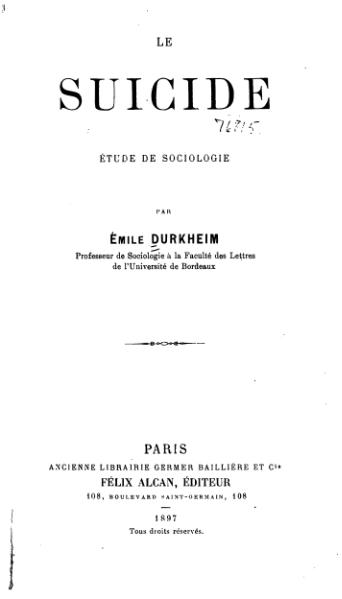
Portada de l'edició francesa original del suïcidi

Durkheim mostrà dues corrents socials suicidògenes: la integració i la regulació. La integració és la vinculació que tenim envers la societat, aquesta variable està assegurada per la moral; mentre que la regulació correspon al grau de constricció externa sobre les persones, constant assegurada per l'element normatiu o reglamentari.
- Suïcidi altruista: L'individu té una integració social tant forta que es suïcida per la seva sensació de pertinença a la societat i sent que és el seu deure fer-ho. Perspectiva beatificada després de la vida i es suïcida en nom d'un bé major. Un clar exemple en són els kamikazes. Aquesta relació és patològica perquè la persona perd el sentit d'individualitat. Aquest tipus de suïcidi consisteix a oferir la seva vida per algun ideal. L'individu sacrifica la seva vida en honor de qui ell creu que se'n beneficiarà.[12]
- Suïcidi egoista: L'individu manca d'integració social (els homes ja no li troben sentit a la vida). Es troba en societats o grups en els quals l'individu no està totalment integrat en la unitat social global. És la màxima expressió de l'individualisme. Mostra que fins i tot els individus més aïllats i menys connectats s'expliquen a través de corrents socials. Es genera el sentiment de no pertànyer a la societat, ni que la societat li pertany. Un clar exemple són els adolesents que pateixen assetjament escolar.[12]
- Suïcidi fatalista: s'associa a la regulació excessiva. Només és mencionat en una nota a peu de pàgina. En són un clar exemple els esclaus[12]
- Suïcidi anòmic: S'associa a situacions en què les forces reguladores de la societat deixen d'actuar, les normes no es reconeixen: les passions no estan controlades i les persones ens convertim en esclaves d'aquestes. L'anomia és per a Durkheim el que per a altres autors, a partir de Hegel, és alienació. Per a ell, és la fragmentació social, el desajustament de normes, la manca de solidaritat social, pèrdua de sentit fruit de la modernització (el progrés d'industrialització crea noves necessitats que no es poden satisfer).

Contràriament a l'òptica weberiana, des d'on s'analitzaria el suïcidi partint de la intenció de l'actor, Durkheim percep l'acte en qüestió no com un fet individual, sinó com un indicador social que mesura el grau de cohesió social d'una societat.
Durkheim determina quatre tipus de suïcidi, depenent de si els corrents suïcidògens són més o menys accentuats: l'egoista, l'altruista, l'anòmic i el fatalista.

### Les formes elementals de la vida religiosa(1912)
Amb pretensions de comprendre com s'esdevenen la cohesió social i la naturalesa de l'autoritat, Durkheim estudia l'origen de la religió en el sistema totèmic australià, ja que correspon a una de les societats més simples existent. Cal precisar que no s'ha d'observar la religió com una creença en quelcom transcendent, sinó per l'oposició entre el sagrat i el profà.
En el totemisme dels Arunta d'Austràlia, l'autor explica el tòtem com la representació material de forces immaterials que uneix la comunitat, tot aclarint que aquesta força immaterial unificadora no està en el tòtem, sinó en la pròpia comunitat.
En totes les religions s'esdevenen dos moviments, el procés de profanització, on s'originen normes fruit de la distinció entre el bé i el mal; i el de simbolització, el qual emergeix del primer i es caracteritza per representar el sentiment d'identitat i la cohesió social a través d'un símbol material, el qual expressa la unió del clan.
Segons Durkheim, la religió està arrelada a les forces socials sempre presents en una comunitat. El que no busca és l'origen final de les religions (segons ell, una qüestió metafísica innecessària), sinó mirar com aquestes forces socials poden afectar la nostra societat. Segons Durkheim, aquestes forces socials es realitzen en moments que ell anomena «efervescència col·lectiva». Aquests moments venen quan tots els individus d'un grup estan junts per comunicar-se en un pensament i una acció.

## Webgrafia
- https://www.biografiasyvidas.com/biografia/d/durkheim.htm
- https://historia-biografia.com/emile-durkheim/
- https://www.biography.com/people/emile-durkheim-9282252 Arxivat 2018-03-23 a Wayback Machine.
- https://www.geni.com/people/Emile-Durkheim/6000000002765776705
- https://www.ecured.cu/index.php/Emile_Durkheim
- http://www.scielo.org.mx/scielo.php?script=sci_arttext&pid=S1405-14352009000200009
- https://www.clubensayos.com/Temas-Variados/Durkheim-Articulos-Varios/484397.html
- https://www.wikisofia.cat/wiki/Recurs:Durkheim,_Émile:_què_és_un_fet_social%3F
- https://www.redalyc.org/pdf/997/99717892009.pdf